# Michael Collins (écrivain irlandais)
Pour les articles homonymes, voir Michael Collins et Collins.
Michael Collins est un romancier irlandais, né le 4 juin 1964. Il est également coureur de fond longue distance.

## Ouvrages publiés
- The Meat Eaters, 1992
- The Life and Times of a Teaboy, 1993
- The Feminists Go Swimming, 1994
- Emerald Underground, 1998
- The Keepers of Truth, 2000
- The Resurrectionists, 2003
- Lost Souls, 2004
- Death of a Writer (titre anglais: The Secret Life of E. Robert Pendleton), 2006
- Midnight in a Perfect Life, 2010
- The Death of All Things Seen, 2016

Ouvrages traduits en langue française
- La filière émeraude
- Les gardiens de la vérité
- Les Profanateurs
- Les âmes perdues
- La vie secrète de E. Robert Pendleton
- Minuit dans une vie parfaite
- Des souvenirs américains